# Дризе, Иосиф Матвеевич
Иосиф Матвеевич Дризе (20 марта 1927, Почеп, Брянская губерния, РСФСР — 3 ноября 2016, Москва, Российская Федерация) — советский и российский учёный в области создания современных средств ПВО. Лауреат Ленинской премии.

## Биография
Родился в семье служащего, отец возглавлял отдел снабжения на заводе.
В 1950 г. окончил факультет радиоэлектроники летательных аппаратов Московского авиационного института. Кандидат технических наук (1966).
С 1949 г. работал в НИЭМИ (Научно-исследовательский электромеханический институт, Москва): старший техник, инженер, старший инженер, ведущий конструктор, начальник лаборатории, начальник отдела, с 1986 года главный конструктор. С 2008 г. по совместительству занимал должность руководителя проекта — главного конструктора в концерне «Алмаз-Антей».
В 1958 г. начал заниматься новой для Советского Союза тематикой — разработкой противотанковых управляемых ракет с наведением по радиоканалу. В 1960 г. на полигоне в Кубинке успешно прошли первые испытания комплекса «Фаланга».
В дальнейшем руководил созданием войсковых ЗРК, разработкой, освоением в производство и принятии на вооружение армии ЗРС и ЗРК ПВО «Круг», «Оса», «Тор» и их модификаций.
Похоронен на Хованском кладбище.

## Награды и премии
Лауреат Ленинской премии (1967). Почётный радист СССР (1977). Заслуженный конструктор Российской Федерации (2012).
Награждён орденами Ленина (дважды), Октябрьской Революции, Трудового Красного Знамени, «За заслуги перед Отечеством» III степени (2002), четырьмя медалями.